# رادوسلاف فاسيليف
رادوسلاف فاسيليف (بالبلغارية: Радослав Василев)‏ هو لاعب كرة قدم بلغاري في مركز الهجوم، ولد في 12 أكتوبر 1990 في صوفيا في بلغاريا. شارك مع منتخب بلغاريا تحت 19 سنة لكرة القدم ومنتخب بلغاريا تحت 21 سنة لكرة القدم ومنتخب بلغاريا لكرة القدم. أما مع النوادي، فقد لعب مع سلافيا صوفيا ونادي ريدنغ.

## وصلات خارجية
- رادوسلاف فاسيليف على موقع الاتحاد الأوربي (الإنجليزية)
- رادوسلاف فاسيليف على موقع قاعدة بيانات كرة القدم.إي يو (الإنجليزية)
- رادوسلاف فاسيليف على موقع ناشيونال فوتبول تيمز (الإنجليزية)
- رادوسلاف فاسيليف على موقع Soccerway.com (الإنجليزية)